# Kassina kuvangensis
Kassina kuvangensis es una especie de anfibios de la familia Hyperoliidae.
Habita en Angola, Zambia y posiblemente República Democrática del Congo.
Su hábitat natural incluye sabanas secas, praderas húmedas o inundadas en algunas estaciones, ríos, pantanos, lagos intermitentes de agua dulce y marismas intermitentes de agua dulce.